# Biro (Benin)
Biro ist eine Stadt und ein Arrondissement im Departement Borgou im westafrikanischen Staat Benin. Es ist eine Verwaltungseinheit, die der Gerichtsbarkeit der Kommune Nikki untersteht.

## Demografie und Verwaltung
Gemäß der Volkszählung 2013 des beninischen Statistikamtes INSAE hatte das Arrondissement 12.650 Einwohner, davon waren 6235 männlich und 6415 weiblich.
Von den 91 Dörfern und Quartieren der Kommune Nikki entfallen acht auf Biro:
1. Biro
2. Gnanhoun
3. Massiagourou
4. Nallou
5. Ningouarou
6. Ourarou
7. Sonsonrè
8. Tèbo